# Porsche Pajun
La Porsche Pajun (nom non définitif) est un prototype de berline produite par le constructeur allemand Porsche, et qui sera présentée au Salon de l'automobile de Francfort en septembre 2015. Le nom Pajun vient de la contraction de Panamera et junior, elle se présente en effet comme une alternative plus compacte à la Panamera. Sa commercialisation ne devrait pas être effective avant 2018.
La Pajun sera équipée d'une motorisation électrique, ce qui serait une première pour Porsche si celle-ci était commercialisée en série.